# Emil Salomonsson
Emil Salomonsson (Örkelljunga, 1989. április 28. –) svéd válogatott labdarúgó, a Göteborg játékosa.

## Klub
A labdarúgást a Ängelholms FF csapatában kezdte. 2008-ban a Halmstads BK csapatához szerződött. 2011 és 2018 között a IFK Göteborg csapatában játszott. 201 bajnoki mérkőzésen lépett pályára és 21 gólt szerzett. Később játszott még a Sanfrecce Hiroshima és az Avispa Fukuoka csapatában.

## Nemzeti válogatott
2012-ben debütált a svéd válogatottban. A svéd válogatottban 8 mérkőzést játszott.

## Statisztika
| Svéd válogatott | Svéd válogatott | Svéd válogatott |
| Időszak         | Mérk.           | gól             |
| --------------- | --------------- | --------------- |
| 2011            | 1               | 0               |
| 2012            | 2               | 0               |
| 2013            | 0               | 0               |
| 2014            | 0               | 0               |
| 2015            | 0               | 0               |
| 2016            | 3               | 1               |
| 2017            | 2               | 0               |
| Összesen        | 8               | 1               |